# Uwe Schummer

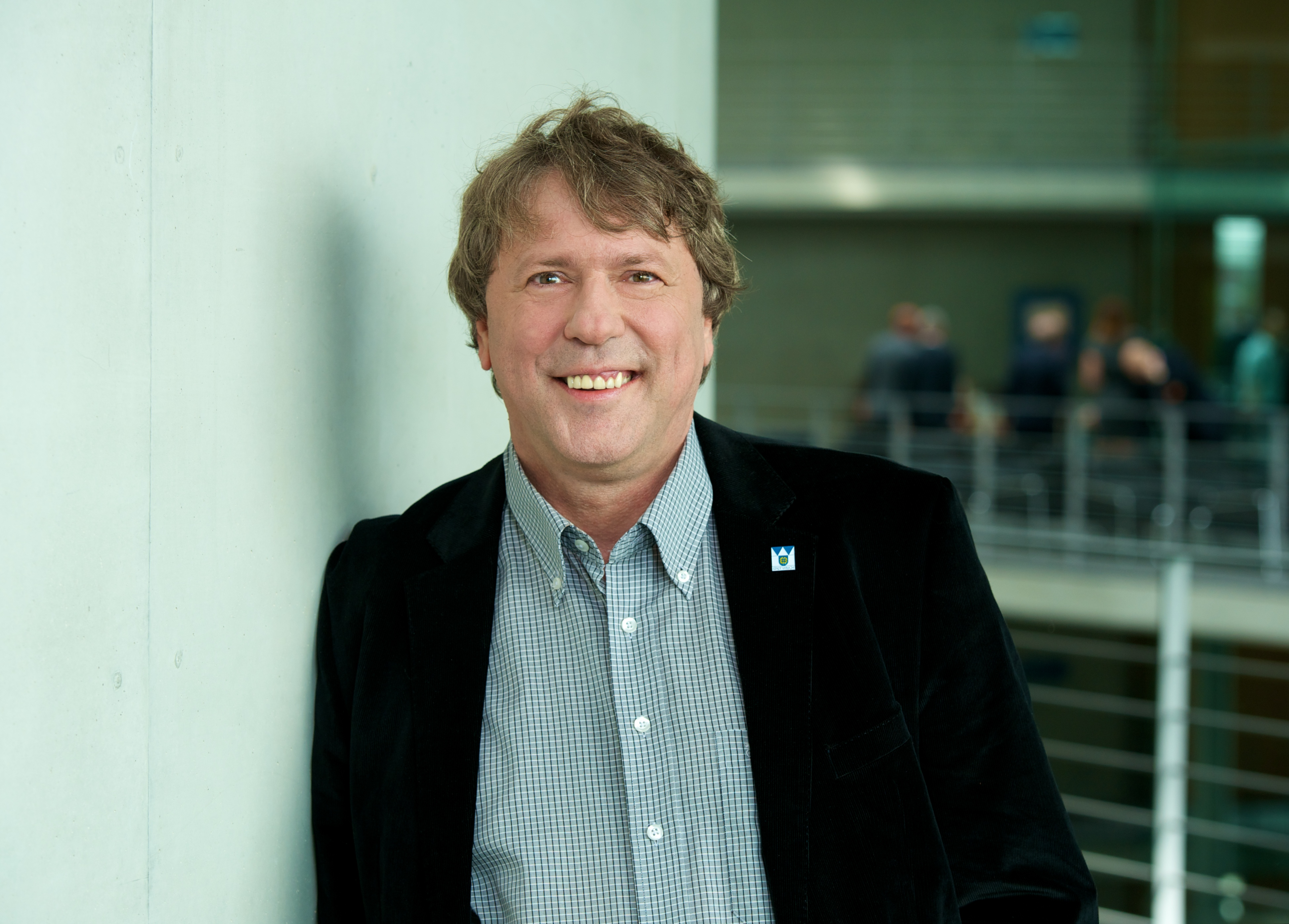
Uwe Schummer (2012)

Uwe Schummer (Adelaide, Australië, 14 november 1957) is een Duits politicus (CDU) uit Willich. Schummer is sinds 2002 lid van de Duitse Bondsdag. Hij is sinds 2014 gelastigde van de CDU/CSU-fractie voor mensen met lichamelijke handicap. Hij is lid van de commissie voor scholing, wetenschap en technologie assessment. Hij was van 2009 tot en met 2014 voorzitter van de groep.

## Levensloop
In 1974 studeerde Schummer af bij een opleiding tot koopman. In aansluiting daarop vervulde hij van 1979 tot en met 1980 zijn legerdienst bij de Bundeswehr in de sport promotiesectie in Warendorf. Vanaf 1978 tot en met 1983 nam Schummer deel aan de 4 x 400 meter estafette bij het Duitse Kampioenschap Atletiek. Na de zijn diensttijd was Schummer een handelsbediende bij de Stadtwerke Willich totdat hij in 1983 aangenomen werd bij de Katholieke Arbeiders Beweging (KAB). Vanaf 1987 tot en met 1989 leidde hij het bureau van de minister voor arbeid en sociale zaken Norbert Blüm. In 1989 werd hij persvoorlichter van de CDA (Christelijk-Democratische Arbeiders). Sinds 2004 is hij lid van de adviesraad van action medeor in Tönisvorst. Schummer is lid van de vakbond IG Metall. Hij is lid van de raad van commissarissen van RWE Power AG.

## Kamerlid
Uwe Schummer won altijd de directe verkiezing voor de Bondsdag in het kiesdistrict Viersen: 
- Duitse Bondsdagverkiezingen 2002: 44,1% van de eerste stemmen in het kiesdistrict Viersen
- Duitse Bondsdagverkiezingen 2005: 48,1% van de eerste stemmen in het kiesdistrict Viersen
- Duitse Bondsdagverkiezingen 2009: 48,9% van de eerste stemmen in het kiesdistrict Viersen
- Duitse Bondsdagverkiezingen 2013: 53% van de eerste stemmen in het kiesdistrict Viersen[3]